# Oshkosh Corporation
Pour les articles homonymes, voir Oshkosh (homonymie).
Oshkosh Corporation (NYSE : OSK), appelé autrefois Oshkosh Truck, est un fabricant de camions et de carrosseries de camions spécialisé dans les applications de défense, d'industrie et de lutte anti-incendie. Son siège social est situé à Oshkosh aux États-Unis et il emploie environ 12 000 personnes dans le monde, réparties dans dix  pays.
Oshkosh Corporation se classait en 2023 au 46e rang mondial pour la production d'armement.

## Historique
La société a été fondée en 1917 sous le nom de Wisconsin Duplex Auto Company et a été créée dans le but de produire un camion à quatre roues motrices à usage extrême. Le premier prototype fut construit et grâce à ses qualités, la société commença à prendre de l'ampleur. Ce premier véhicule quatre roues motrices est à présent connu sous le nom d'Old Betsy. Il est toujours la propriété de la société et garé dans un des ateliers d'assemblage à Oshkosh. Old Betsy est toujours en état de fonctionnement et utilisé régulièrement lors d'expositions et de parades.
La firme prit le nom d'Oshkosh Truck en 1918, quand elle déménagea dans la ville du même nom. Elle commença à produire des camions militaires durant la Seconde Guerre mondiale. C'est un modèle Oshkosh qui est actuellement le modèle principal de transport lourd du génie britannique, capable de transporter plus de 118 tonnes[réf. nécessaire]de matériel.
Le 16 octobre 2006, Oshkosh a annoncé l'acquisition de JLG Industries pour la somme de 3 milliards de dollars, dans le but de diversifier sa production et de diminuer sa dépendance des dépenses de défense. Le 5 février 2008, à la suite de l'accord donné par les actionnaires, la société a annoncé son changement de nom en Oshkosh Corporation pour mieux refléter la diversification de la ligne de produits proposés.

## Emplacements
Oshkosh Corporation se trouve en Oshkosh, Wisconsin. Ils ont leurs usines dans huit États et en Autriche, en Belgique, au Canada, en France, et en Roumanie, et par les investissements pour les entreprises communes. La Access Equipment division est basée à McConnellsburg, Pennsylvania; la Defense division est basée à Oshkosh, Wisconsin ; la Fire & Emergency division est basée à Appleton, Wisconsin ; et la Commercial division à Dodge Center, Minnesota. 
Les services et produits sont vendus dans plus de 130 pays dans le monde.  

## Les Filiales
Oshkosh Corporation fabrique, distribue, et fait réviser les camions sous les marques de Oshkosh, JLG, Pierce, McNeilus, Jerr-Dan, Oshkosh Specialty Vehicles, Frontline Communications, CON-E-CO, London Machinery Inc., et IMT.

## Produits
Les marques détenues par la société incluent (entre autres) :
Modèles commerciaux
- Oshkosh Truck
- Pierce (Fourgon d'incendie, acquisition en 1996)
  - Medtec (ambulances)
- McNeilus (camions malaxeurs et camions poubelles)
- Geesink (camions poubelles)
- Norba (camions poubelles)
- Kiggen (camions poubelles)
- Jerr-Dan (dépanneuses)

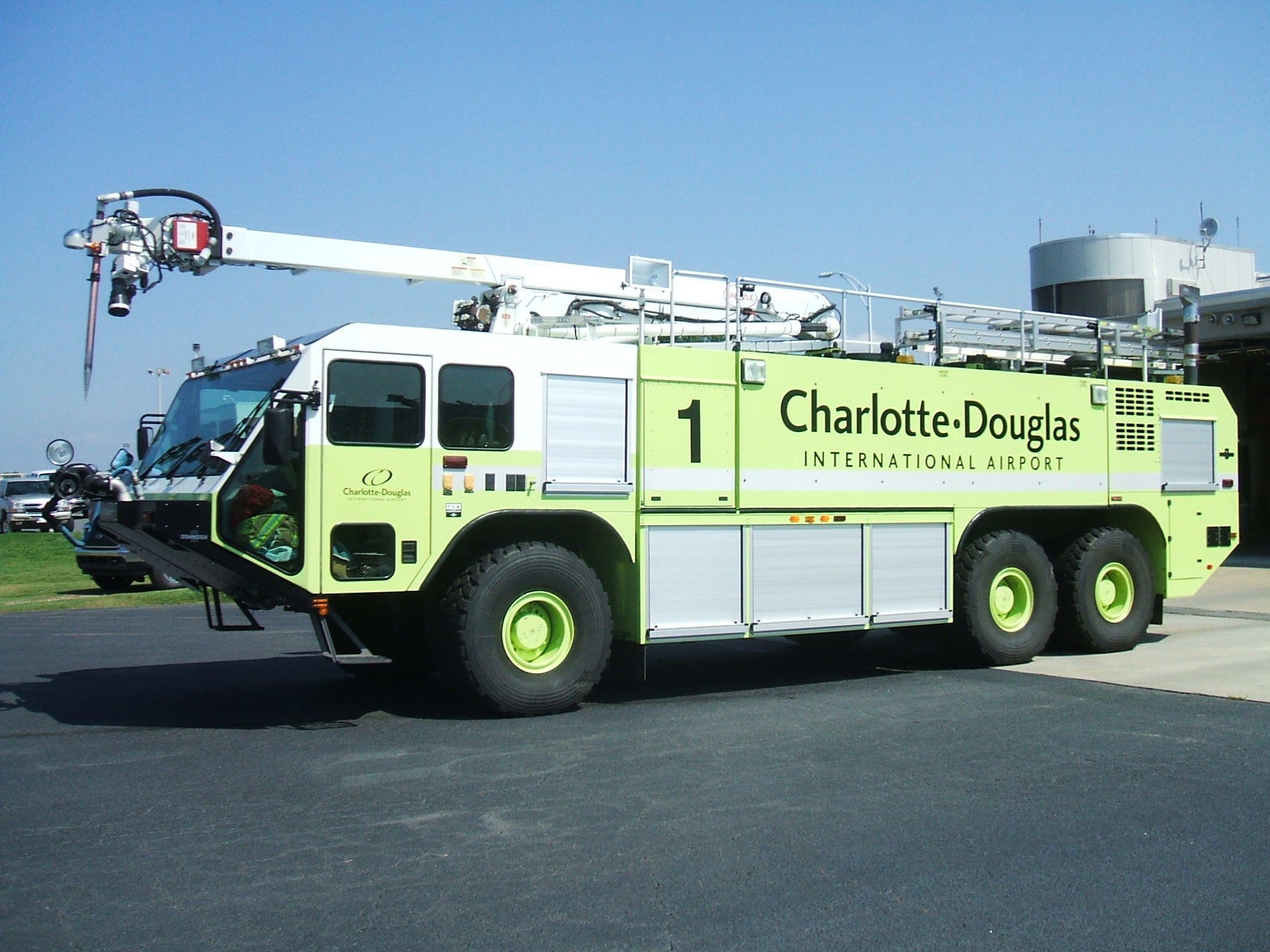

- CON-E-CO (compagnie fabriquant des équipements pour la fabrication et le coulage du béton)
- London Machinery (bétonnières)
- Frontline Communications (véhicules de transmission et de commandement)
- Bétonnières S Series
- bétonnières basées sur camions Highlander truck
- Iowa Mold Tooling Co. (camions de chantiers et grus mobiles)

Modèles militaires

Liste non exhaustive :
- Heavy Equipment Transport System

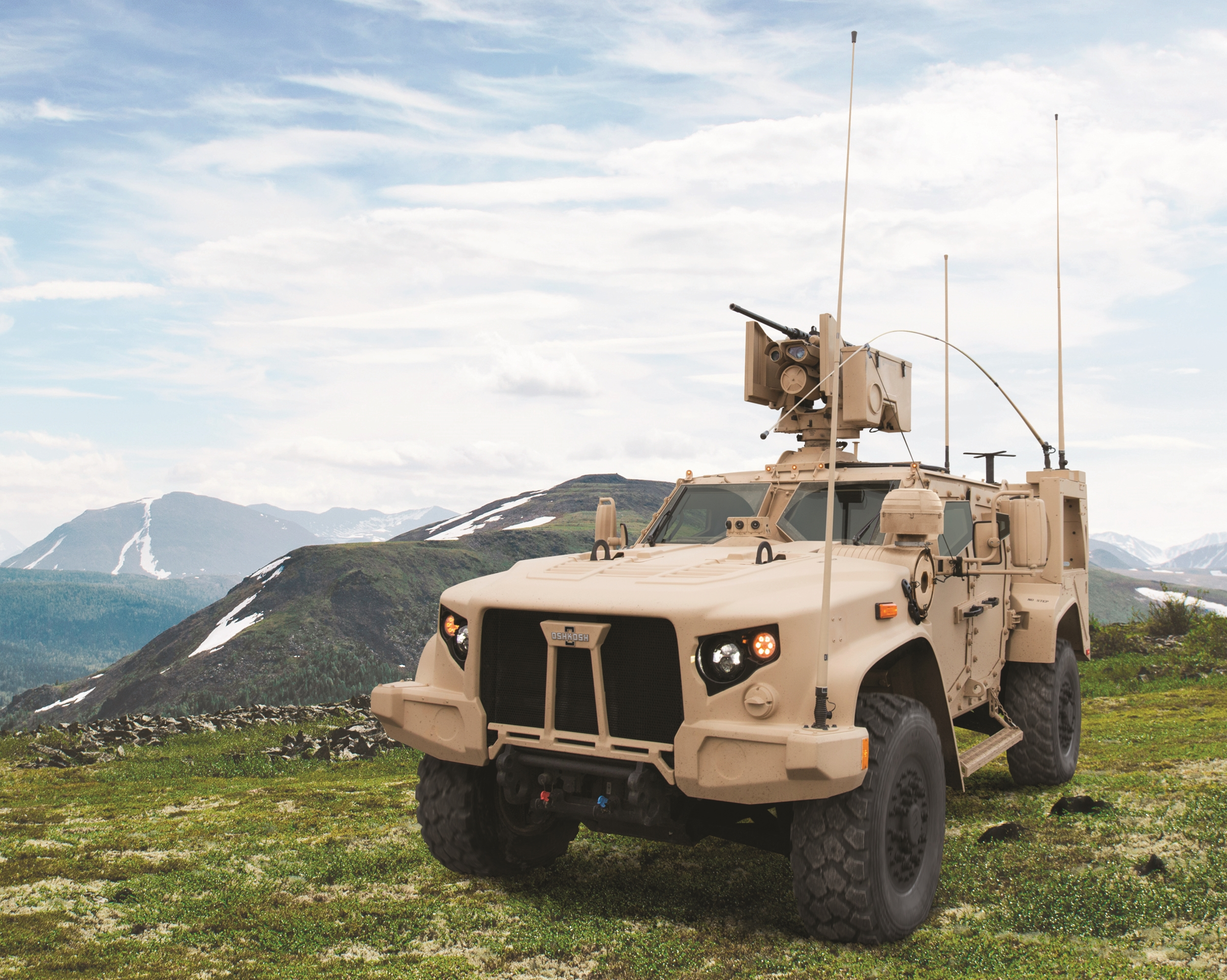
Oshkosh-L-ATV

- Heavy Expanded Mobility Tactical Truck
- Oshkosh M-ATV
- Medium Tactical Vehicle Replacement (en)
- Plasan Sand Cat
- MRAP (véhicule)

## Identité visuelle

Ancien logo.
Logo actuel.